# 小川正廣
小川 正廣（小川 正広、おがわ まさひろ、1951年10月12日 - ）は、日本の古代ラテン文学者、名古屋大学名誉教授。

## 略歴
京都市生まれ。1975年京都大学文学部西洋古典語学西洋古典文学専攻卒。79年同大学大学院文学研究科博士後期課程退学、92年「ウェルギリウス研究」で文学博士。京都大学文学部助手、1982年京都産業大学教養部専任講師、86年助教授、1990年名古屋大学文学部助教授を経て、96年教授、2000年文学研究科教授、2017年定年退任、名誉教授。

## 著書
- 『ウェルギリウス研究 ローマ詩人の創造』京都大学学術出版会 1994
- 『ウェルギリウス『アエネーイス』神話が語るヨーロッパ世界の原点』岩波書店（書物誕生 あたらしい古典入門） 2009
- 『ホメロスの逆襲』名古屋大学出版会 2021

### 翻訳
- 「狂えるヘルクレス」『セネカ悲劇集 1』京都大学学術出版会〈西洋古典叢書〉1997
- 「カティリーナ弾劾」『キケロー選集 3 法廷・政治弁論 3』岩波書店 1999
- 「フラックス弁護」『キケロー選集 2 法廷・政治弁論 2』岩波書店 2000
- プラウトゥス「バッキス姉妹」『ローマ喜劇集 1』京都大学学術出版会〈西洋古典叢書〉2000
- プラウトゥス「クルクリオ」『ローマ喜劇集 2』京都大学学術出版会〈西洋古典叢書〉2001
- ウェルギリウス『牧歌 農耕詩』京都大学学術出版会〈西洋古典叢書〉2004
- 『キケロー弁論集』谷栄一郎・山沢孝至共訳 岩波文庫 2005
- 「寛恕について 恩恵について」『セネカ哲学全集 2』岩波書店 2006
- サルスティウス『カティリナ戦記／ユグルタ戦記』京都大学学術出版会〈西洋古典叢書〉2021